# باتری جیوه‌ای

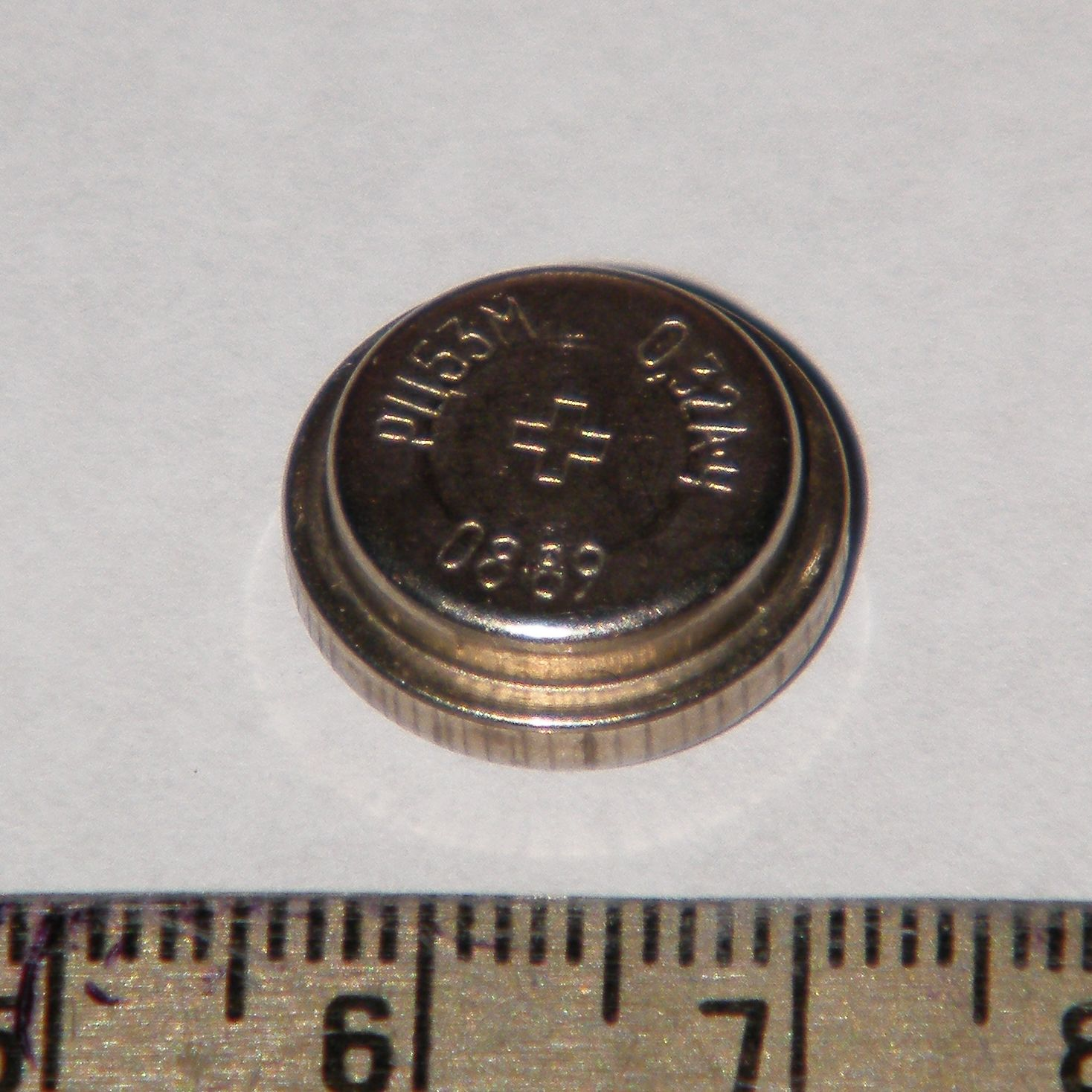
نمونه‌ای از یک باتری جیوه‌ای ساخته شده در ۱۹۸۹

باتری‌های جیوه‌ای گونه‌ای از باتری‌های غیر قابل شارژ هستند که در آن از واکنش شیمیایی بین جیوه (II) اکسید و الکترود روی در یک الکترولیت قلیایی، جریان برق تولید می‌شود. این باتری‌ها در حدود ۱٫۳۵ ولت جریان تولید می‌کنند و از نظر ابعاد در مقایسه با باتری‌های روی-کربن، کوچکتر ولی قدرتمند تر هستند. این باتری‌ها از سال ۱۹۴۲ میلادی و توسط ساموئل روبن توسعه یافتند و در جریان جنگ جهانی دوم کاربرد وسیعی در تجهیزات قابل حمل پیدا کردند.